# Johann Benedict Listing
Johann Benedict Listing (n. 25 iulie 1808, Frankfurt am Main, Confederația Rinului – d. 24 decembrie 1882, Göttingen, Imperiul German) a fost un matematician german, care a avut contribuții importante în topologie, geodezie și, indirect, în oftalmologie.

## Biografie

### Contribuții topologice
J. B. Listing este primul care a introdus termenul de „topologie”, care în opinia sa definea mult mai bine vechea expresie de geometria situs (uneori numită și analysis situs), într-un articol, devenit faimos, din 1847, deși utilizase termenul în corespondeța sa încă cu câțiva ani în urmă.
Descoperirea structurii topologice, numită ulterior bandă Möbius, îi aparține, în egală măsură, și lui Listing întrucât o descoperise și o studiase independent de Möbius, în același timp, 1858. Listing a continuat a studia proprietățile benzilor cu un diferit număr ridicat de răsuciri (în ambele sensuri, dextrogir și levogir), precum și cele cu număr ridicat de răsuciri, așa numitele inele paradromice.

### Alte descoperiri
Matematicianul, care a numit topologia, a descoperit și invarianți topologici, pe care i-a denumit numere Listing⁠(d).
În oftalmologie, există un concept numit Legea lui Listing⁠(d), care descrie una din coordinările esențiale ale mușchilor extraoculari⁠(d).
În geodezie, Listing a formulat, în 1872, termenul de „geoid” pentru forme geometrice idealizate de suprafață, folosite pentru a extrapola și studia forma Pământului.

## Lucrări
- De svperficiebvs secvndi ordinis : dissertatio inavgvralis — Despre suprafețe de ordinul al doilea: dizertație inaugurală - ținută la Universitatea din Göttingen, 1834 — (Univ., Diss., Göttingen, 1834 )
- Kleine hygrometrische Tafeln für die Beobachter des Psychrometers — Mici panouri higrometrice pentru observatorii psihometrului - Editura Vandenhoeck & Ruprecht, Göttingen, 1844
- Ueber unsere jetzige Kenntniss der Gestalt und Grösse der Erde — Despre cunoștințele noastre actuale despre forma și dimensiunea Pământului, Göttingen, 1872
- Beitrag zur physiologischen Optik. Herausgegeben von Otto Schwarz. — Contribuție la optica fiziologică - Publicat de Otto Schwarz, Ostwalds Klassiker Nr. 147, Leipzig, 1905, Archive